# ۱۹۸۶

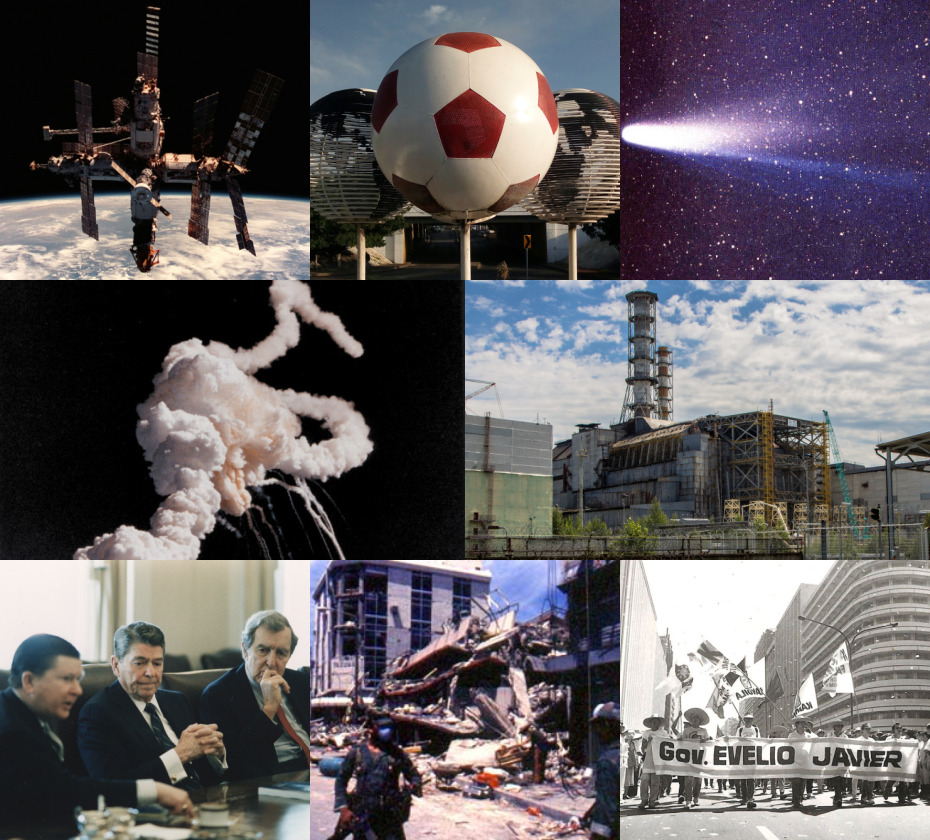

سال ۱۹۸۶ میلادی، هفتمین سال از دهه ۱۹۸۰ در سده بیستم میلادی بود. در گاه‌شماری خورشیدی سال ۱۹۸۶ میلادی از دی ۱۳۶۴ شروع شد و در دی‌ماه ۱۳۶۵ خاتمه یافت. این سال یک سال کبیسه نبود.

## نامگذاری‌ها
در تقویم چینی این سال سال ببر نام گرفته‌است.

## رویدادها

### ژانویه
- ۱۹ ژانویه - نخستین ویروس رایانه ای کشف شد.
- ۲۶ آوریل - انفجار در راکتور شمار چهار نیروگاه چرنوبیل

## زادروزها
- ۲۴ مارس - ناتالیا دیل، بازیگر برزیلی.
- ۳ آوریل - آماندا باینس، بازیگر آمریکایی
- ۱۳ مه - رابرت پتینسون، بازیگر انگلیسی
- ۸ ژانویه – داوید سیلوا، بازیکن فوتبال اسپانیایی
- ۱۴ ژانویه – یوهان کابای، بازیکن فوتبال فرانسوی
- ۱۹ ژانویه – کلودیو مارکیزیو، بازیکن فوتبال ایتالیایی
- ۲۲ ژانویه – دنیل لی، طراح مد اهل بریتانیا
- ۲۹ ژانویه – درو تایلر بل، بازیگر آمریکایی
- ۱ فوریه – لورن کنراد، بازیگر آمریکایی
- ۱ مارس – جاناتان اسپکتور، بازیکن فوتبال آمریکایی
- ۲ مارس – اتان پک، بازیگر آمریکایی
- ۹ مارس – بریتنی اسنو، بازیگر آمریکایی
- ۱۴ مارس – جیمی بل، بازیگر بریتانیایی
- ۱۸ مارس – توما روستولان، دوچرخه‌سوار اهل فرانسه
- ۱۹ مارس – آنه ویالیتسینا، بازیگر و مدل روسی
- ۲۱ مارس – اسکات ایستوود، بازیگر آمریکایی
- ۳۰ مارس – سرخیو راموس، بازیکن فوتبال اسپانیایی
- ۲ آوریل – لی دوایز، خواننده-ترانه‌سرا و موسیقی‌دان آمریکایی
- ۹ آوریل – لیتون میستر، بازیگر و خواننده آمریکایی
- ۱۶ آوریل – شینجی اوکازاکی، بازیکن فوتبال ژاپنی
- ۱۸ آوریل – موریس ادو، بازیکن فوتبال آمریکایی
- ۲۳ آوریل – جسیکا استام، مدل کانادایی
- ۲۸ آوریل – جنا اوشکوویتس، خواننده و بازیگر آمریکایی
- ۲ مه – امیلی هارت، بازیگر آمریکایی
- ۱۲ مه – امیلی ونکمپ، بازیگر کانادایی
- ۱۳ مه – توماس دخاند، دوچرخه‌سوار اهل بلژیک
- ۱۵ مه – ماتیاس فرناندز، بازیکن فوتبال شیلیایی
- ۱۶ مه – مگان فاکس، بازیگر آمریکایی
- ۲۱ مه – ماریو ماندژوکیچ، بازیکن فوتبال اهل کرواسی
- ۲۵ مه – جوری اوئه نو، بازیگر ژاپنی
- ۵ ژوئن – آماندا کرو، بازیگر کانادایی
- ۶ ژوئن – کیم هیون-جونگ، خواننده، بازیگر، و موسیقی‌دان اهل کره جنوبی
- ۱۱ ژوئن – شایعا لبوف، بازیگر آمریکایی
- ۱۹ ژوئن – ماروین ویلیامز، بازیکن بسکتبال و ورزشکار آمریکایی
- ۲۰ ژوئن – دریما واکر، بازیگر آمریکایی
- ۲ ژوئیه – لیندزی لوهان، بازیگر، خواننده، و مدل آمریکایی
- ۵ ژوئیه – آدام یانگ، خواننده-ترانه‌سرا، موسیقی‌دان، و خواننده آمریکایی
- ۷ ژوئیه – سوین استریتر، خواننده-ترانه‌سرا، خواننده، ترانه‌سرا، و آهنگساز آمریکایی
- ۲۵ ژوئیه – هالک (بازیکن فوتبال)، بازیکن فوتبال برزیلی
- ۱۹ اوت – کرستینا پری، خواننده-ترانه‌سرا، موسیقی‌دان، و خواننده آمریکایی
- ۲۷ اوت – ماریو (خواننده آمریکایی)، خواننده-ترانه‌سرا، موسیقی‌دان، بازیگر، و خواننده آمریکایی
- ۳ سپتامبر – شان وایت، بازیگر آمریکایی
- ۶ سپتامبر – ریون رایلی، بازیگر، بازیگر پورنوگرافی، و مدل آمریکایی
- ۲۴ سپتامبر – لیه دزن، خواننده آمریکایی
- ۲۸ سپتامبر – آندرس گواردادو، بازیکن فوتبال مکزیکی
- ۳۰ سپتامبر – اولیویر ژیرو، بازیکن فوتبال فرانسوی
- ۷ اکتبر – آمبر استیونز، بازیگر آمریکایی
- ۹ اکتبر – لر مانودو، شناگر فرانسوی
- ۱۰ اکتبر – ناتان جاوای، بازیکن بسکتبال استرالیایی
- ۱۶ اکتبر – اینا، خواننده رومانی
- ۱۷ اکتبر – ماهامبی، خواننده سوئدی
- ۲۴ اکتبر – دریک، بازیگر و خواننده کانادایی
- ۲۶ اکتبر – امیلیا کلارک، بازیگر بریتانیایی
- ۲۹ اکتبر – ایتالیا ریچی، بازیگر کانادایی
- ۲ نوامبر – یوریزان بلتران، بازیگر و بازیگر پورنوگرافی آمریکایی
- ۴ نوامبر – الکسز جانسون، خواننده-ترانه‌سرا، بازیگر، و خواننده کانادایی
- ۱۰ نوامبر – جاش پک، بازیگر آمریکایی
- ۱۵ نوامبر – سانیا میرزا، بازیکن تنیس و ورزشکار هندی
- ۱۹ دسامبر – رایان بابل، بازیکن فوتبال هلندی
- ۳۰ دسامبر – الی گولدینگ، خواننده-ترانه‌سرا و گیتاریست بریتانیایی

## درگذشت‌ها
- ۲ ژانویه – یونا مرکل، بازیگر آمریکایی (ز. ۱۹۰۳)
- ۷ ژانویه – خوآن رولفو، نویسنده، فیلمنامه‌نویس، و عکاس مکزیکی (ز. ۱۹۱۷)
- ۱۴ ژانویه – دانا رید، بازیگر آمریکایی (ز. ۱۹۲۱)
- ۲۳ ژانویه – ویلارد وان دیک، عکاس و کارگردان آمریکایی (ز. ۱۹۰۶)
- ۲۷ ژانویه – لیلی پالمر، بازیگر و نویسنده آلمانی (ز. ۱۹۱۴)
- ۲۹ ژانویه – لیف اریکسون (هنرپیشه)، بازیگر و خواننده آمریکایی (ز. ۱۹۱۱)
- ۱ فوریه – آلوا میردال، دیپلمات سوئدی (ز. ۱۹۰۲)
- ۷ فوریه – مینورو یاماساکی، معمار آمریکایی (ز. ۱۹۱۲)
- ۱۰ فوریه – برایان اهرن، بازیگر بریتانیایی (ز. ۱۹۰۲)
- ۱۶ فوریه – هوارد داسیلوا، بازیگر آمریکایی (ز. ۱۹۰۹)
- ۲۶ فوریه – اولاف پالمه، سیاستمدار سوئدی (ز. ۱۹۲۷)
- ۱۸ مارس – برنارد مالامود، نویسنده آمریکایی (ز. ۱۹۱۴)
- ۲۸ مارس – ویرجینیا گیلمور، بازیگر آمریکایی (ز. ۱۹۱۹)
- ۳۰ مارس – جیمز کاگنی، بازیگر آمریکایی (ز. ۱۸۹۹)
- ۷ آوریل – لئونید کانتوروویچ، ریاضی‌دان و اقتصاددان روسی (ز. ۱۹۱۲)
- ۳ مه – رابرت آلدا، بازیگر آمریکایی (ز. ۱۹۱۴)
- ۲۶ مه – جیان-کارلو کوپولا، تهیه‌کننده و بازیگر آمریکایی (ز. ۱۹۶۳)
- ۵ ژوئن – برایان گرانت، بازیکن تنیس و ورزشکار آمریکایی (ز. ۱۹۰۹)
- ۱۷ ژوئن – کیت اسمیت، بازیگر و موسیقی‌دان آمریکایی (ز. ۱۹۰۷)
- ۴ ژوئیه – اسکار زاریسکی، ریاضی‌دان آمریکایی (ز. ۱۸۹۹)
- ۲۶ ژوئیه – آورل هریمن، دیپلمات و سیاست‌مدار آمریکایی (ز. ۱۸۹۱)
- ۲۲ اوت – جلال بایار، سیاست‌مدار اهل ترکیه
- ۲۶ اوت – تد نایت، بازیگر آمریکایی (ز. ۱۹۲۳)
- ۲۲ سپتامبر – جوزف آسبوت، بازیکن تنیس اهل مجارستان (ز. ۱۹۱۷)
- ۲۵ سپتامبر – نیکولای سمیونوف، فیزیک‌دان و شیمی‌دان روسی (ز. ۱۸۹۶)
- ۲۷ سپتامبر – کلیف برتون، نوازنده گیتار بیس گروه موسیقی متالیکا (ز. ۱۸۹۶)
- ۱۴ اکتبر – کینن وین، بازیگر آمریکایی (ز. ۱۹۱۶)
- ۲۵ اکتبر – فارست توکر، بازیگر آمریکایی (ز. ۱۹۱۹)
- ۳۱ اکتبر – روبرت اس مالیکن، فیزیک‌دان و شیمی‌دان آمریکایی (ز. ۱۸۹۶)
- ۱۸ نوامبر – جیا کارنگی، مدل آمریکایی (ز. ۱۹۶۰)
- ۱۰ دسامبر – سوزان کابوت، بازیگر آمریکایی (ز. ۱۹۲۷)
- ۱۳ دسامبر – هدر آنجل، بازیگر بریتانیایی (ز. ۱۹۰۹)